# Cerambicíneos
Cerambicíneos é uma subfamília de coleópteros da família Cerambycidae.

## Tribos
- Acangassuini
- Achrysonini
- Agalissini
- Alanizini
- Anaglyptini
- Aphanasiini
- Aphneopini
- Auxesini
- Basipterini
- Bimiini
- Bothriospilini
- Brachypteromatini
- Callichromatini
- Callidiini
- Callidiopini
- Cerambycini
- Certallini
- Chlidonini
- Cleomenini
- Clytini
- Compsocerini
- Coptommatini
- Curiini
- Deilini
- Dejanirini
- Diorini
- Distichocerini
- Dodecosini
- Dryobiini
- Eburiini
- Ectenessini
- Elaphidiini
- Eligmodermini
- Erlandiini
- Eroschemini
- Eumichthini
- Gahaniini
- Glaucytini
- Graciliini
- Hesperophanini
- Hesthesini
- Heteropsini
- Hexoplini
- Holopleurini
- Holopterini
- Hyboderini
- Hylotrupini
- Ibidionini
- Ideratini
- Lissonotini
- Luscosmodicini
- Lygrini
- Macronini
- Megacoelini
- Methiini
- Molorchini
- Mythodini
- Necydalopsini
- Neocorini
- Neostenini
- Obriini
- Ochyrini
- Oedenoderini
- Oemini
- Opsimini
- Oxycoleini
- Paraholopterini
- Phalotini
- Phlyctaenodini
- Phoracanthini
- Phyllarthriini
- Piesarthriini
- Piezocerini
- Platyarthrini
- Plectogasterini
- Plectromerini
- Pleiarthrocerini
- Protaxini
- Prothemini
- Psebiini
- Pseudocephalini
- Pseudolepturini
- Psilomorphini
- Pteroplatini
- Pyrestini
- Rhagiomorphini
- Rhinotragini
- Rhopalophorini
- Rosaliini
- Sestyrini
- Smodicini
- Spintheriini
- Stenhomalini
- Stenoderini
- Stenopterini
- Strongylurini
- Tessarommatini
- Thraniini
- Thyrsiini
- Tillomorphini
- Torneutini
- Trachyderini
- Tragocerini
- Trichomesiini
- Tropocalymmatini
- Typhocesini
- Unxiini
- Uracanthini
- Vesperellini
- Xystrocerini